# Imperfect Remixes
Imperfect Remixes är den andra EP:n av den amerikanske musikern Serj Tankian. EP:n släpptes i februari 2011 exklusivt på Itunes och innehåller remixer av några av låtarna som fanns med på Tankians föregående album Imperfect Harmonies. Tom Morello, som Tankian har arbetat med flera gånger tidigare, är här med på två av låtarna på EP:n. En musikvideo till låten "Goodbye - Gate 21" släpptes den 28 februari 2011 och låten framfördes även på The Tonight Show den 17 mars 2011. Remixen av "Goodbye - Gate 21" är gjord av Dan Monti och framsidan på EP:n är designad av Patrick Call.

## Låtlista
Alla låtar är skrivna och komponerade av Serj Tankian, om inte annat anges. 
| Nr | Titel                                                      | Längd |
| -- | ---------------------------------------------------------- | ----- |
| 1. | Goodbye - Gate 21 (Rock Remix med Tom Morello)             | 3:41  |
| 2. | Reconstructive Demonstrations (Rock Remix med Tom Morello) | 4:06  |
| 3. | Invisible Love - Deserving? (Electro Remix)                | 4:22  |
| 4. | Godd*** Trigger (Goddamn Trigger)                          | 3:20  |